# Molí de Saborit
El Molí de Saborit és una obra d'Argentona (Maresme) inclosa a l'Inventari del Patrimoni Arquitectònic de Catalunya. El molí de Croanyes actualment es coneix com a molí de Saborit, i està situat al marge dret de la riera d'Argentona, a tocar de l'autovia, just per dessota del pont de la riera d'Argentona.

## Història
Al 1390 Miquel Desbosch estableix Simó de Crosanyes, de Sant Julià d'Argentona, fill d'altre Simó de Crosanyes, en el molí dit de Crosanyes, amb el casal on és construït, que afrontava a migdia amb la riera d'Argentona. Aquest fet demostra que en realitat devia ser una renovació d'establiment, ja que el fet que el molí porti el mateix nom de l'establert fa pensar que feia anys que hi eren instl·lats. En un document del 1475, consta que aquest molí estava en aquells moments en mas de Benet Costavella, "senyor del Cros" sense saber com el va obtenir.